# Порівняльна культурологія
Порівняльна культурологія — контекстний підхід до вивчення культури у глобальному та міжкультурному контексті
У порівняльній культурології, принципи порівняльного літературознавства поєднуються із принципам культурології (в тому числі теорії культури, радикальний конструктивізм, теорії спілкування та теорія систем) з метою вивчення культури та культурних продуктів, включаючи літературу, спілкування, засоби масової інформації, мистецтво тощо.
Порівняльні культурологічні дослідження є міждисциплінарними та вимагають використовування багатьох методів і підходів. Основним об'єктом дослідження і вивчення порівняльної культурології є процес комунікативних дій в області культури та аналіз текстів.